# Carlos Benjamin de Viveiros
Carlos Benjamin de Viveiros (Lençóis, 25 de março de 1889 — Salvador, 27 de março de 1970) foi um poeta, tradutor, magistrado e escritor brasileiro, imortal da cadeira número 5 da Academia de Letras da Bahia.

## Biografia
Nascido em Lençóis no dia 25 de março de 1889, filho do coronel Candido Botelho de Viveiros e de Anna Angelica Benjamin.
Dele é mais conhecida a tradução do poema-teatral Salomé, de Oscar Wilde.
Sua produção poética e de perfil parnasiano e foi publicada nos livros Taça, vinho e mulheres e Eros. Este último em edição póstuma comemorativa do centenário do seu nascimento, em 1989.
Imortal da Academia de Letras da Bahia desde 6 de outubro de 1955.
Morreu em 27 de março de 1970.
Em sua homenagem, o fórum da comarca de Lençóis é assim denominado Fórum Desembargador Carlos Benjamin de Viveiros.